# 엷은황갈색껑충쥐
엷은황갈색껑충쥐(Notomys cervinus)는 쥐과에 속하는 설치류의 일종이다. 오스트레일리아 중부 지역 사막의 토착종이다.

## 특징
엷은황갈색껑충쥐는 다른 껑충쥐들처럼 강한 앞 이빨과 긴 꼬리, 짙은 눈, 긴 귀, 잘 발달한 궁둥이, 아주 길고 좁은 뒷발을 갖고 있다. 몸무게는 30~50g이다.(흔하게 발견되는 생쥐류는 보통 10~25g이다.)
털 색은 연한 핑크색의 황갈색부터 상체의 회색, 하체의 흰색까지 다양하다. 꼬리는 길이가 120~160mm이고 두 가지 색을 띠며(윗면은 짙고 아랫면은 희다.), 꼬리 끝은 짙은 붓꼬리 형태이다. 귀는 둥글고 짙은 색의 눈은 특히 크며, 수염이 65mm로 몸 길이에 비해 상대적으로 길다.(몸길이는 95~120mm이다.)

## 분포 및 서식지

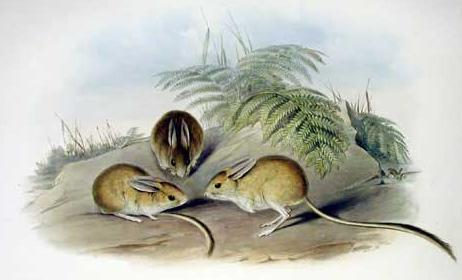
오스트레일리아의 포유류(Mammals of Australia)의 굴드 그림

엷은황갈색껑충쥐가 좋아하는 서식지는 식물이 드문드문 있는 건조한 깁스 평원과 에어호 분지 점토질 지역으로 사우스오스트레일리아의 일부 북부 지역과 멀리 퀸즐랜드 주 남부-서부 지역이 포함되며, 확인되지는 않았지만 노던 준주 지역도 서식하는 것으로 추정된다. 19세기말 기록에 의하면 뉴사우스웨일스 지역까지 분포했다. 번식은 그때 그때 상황에 맞게 이루어진다. 포획 상태에서 임신 기간은 약 40일이고, 털이 완전히 자란 상태의 1~5마리의 새끼를 낳는다. 2~4마리씩 작은 가족 집단을 이루고 산다. 낮에는 모래 지역에서 서식하는 검은껑충쥐보다 얕은 굴 속 은신처에서 시간을 보낸다. 그렇지만 1~3개의 입구는 최대 1미터까지 깊다. 밤에는 먹이인 씨앗을 찾아 수백미터 밖으로 이동하고 녹색 새싹과 곤충을 먹기도 한다. 다른 깡충쥐처럼 가능하다면 고농도 식염수 물질대사도 가능하지만 반드시 마실 필요는 없다.

## 보전 상태
준위협종으로 분류된다. 개체수가 감소 추세를 보이는 이유는 알려져 있지 않지만, 도입종과의 경쟁과 서식지 악화, 도입종 고양이와 여우같은 포식자 때문으로 추정하고 있다.